# Aotearoa (yacht)
Pour les articles homonymes, voir Aotearoa.
Le catamaran Aotearoa (NZL-5) est un catamaran-hydroptère de compétition de classe AC72 (72 pieds, 22 m) d'Emirates Team New Zealand, challenger représentant le Royal New Zealand Yacht Squadron lors de la 34e édition de la Coupe de l'America 2013 (2013 America's Cup) se déroulant à San Francisco, aux États-Unis. Le defender américain est Oracle Team USA - 17.

## Carrière

Guidon de RNZYS

Aotearoa (NZL-5) participe à la Coupe Louis-Vuitton 2013 à San Francisco, aux États-Unis, se déroulant du 4 juillet au 1er septembre. Il bat en finale, par 7 manches à 1 le challenger italien Luna Rossa (ITA-).
Aotearoa s'incline face au defender américain Oracle Team USA - 17, par 8 manches à 9 après avoir mené 8 manches à 1 lors d'une remontée épique de ce dernier, durant la Coupe de l'America 2013, (34e édition), qui se déroule à San Francisco, en septembre 2013. Il est skippé par Dean Barker qui quitte Emirates Team New Zealand en 2015 au profit de Peter Burling.